# Janusz Witwicki

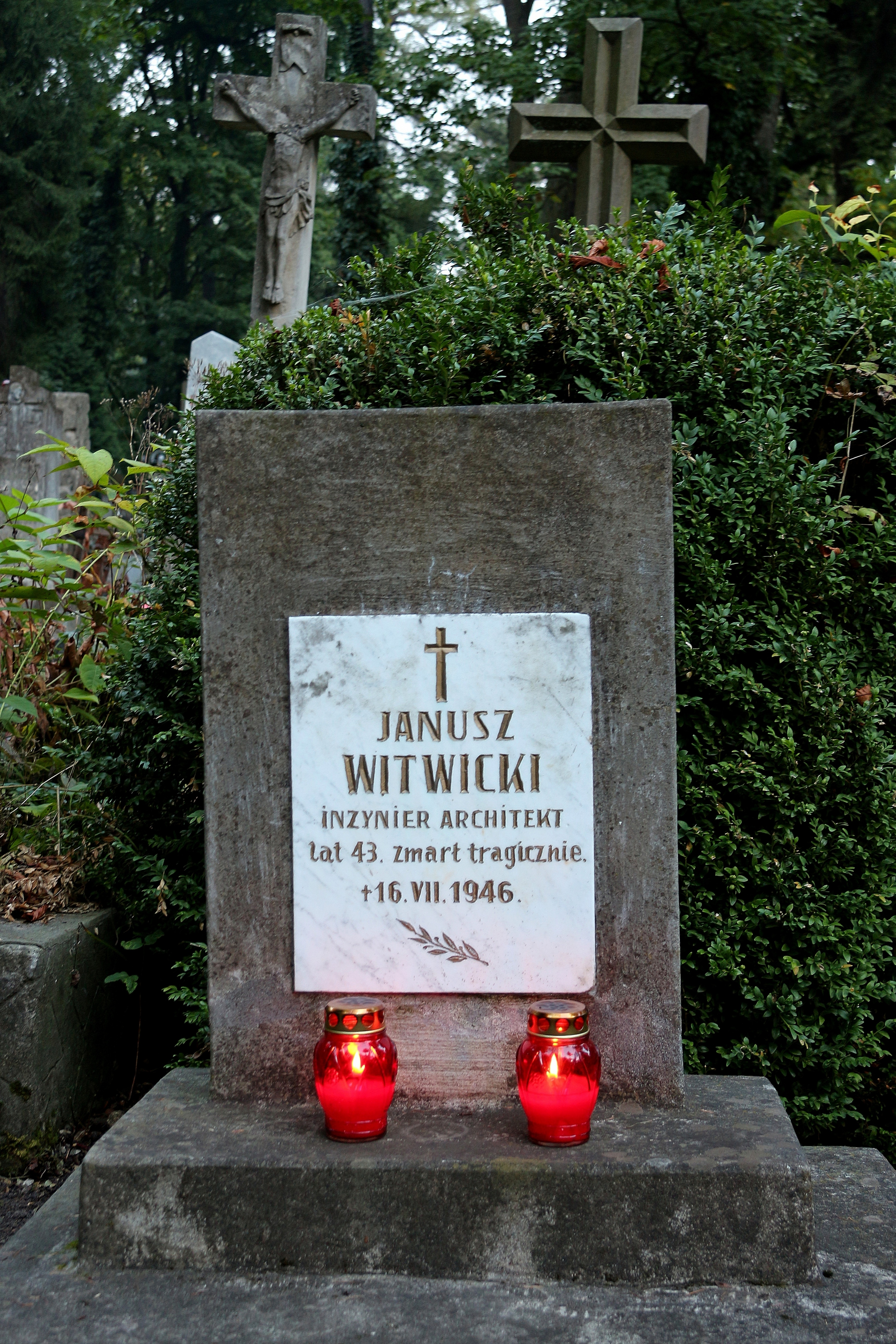
Nagrobek Janusza Witwickiego

Janusz Witwicki, właśc. Jan Ludwik Witwicki (ur. 10 września 1903 we Lwowie, zm. 16 lipca 1946 tamże) – polski inżynier architekt i historyk sztuki, twórca Panoramy Plastycznej Dawnego Lwowa

## Życiorys
- 1909–1913 – nauka w ewangelickiej szkole powszechnej we Lwowie
- 1913–1921 – nauka w VII Państwowym Gimnazjum im. Tadeusza Kościuszki we Lwowie, 4 czerwca 1921 egzamin dojrzałości[1]
- 1920 – ochotniczy udział w wojnie polsko-bolszewickiej
- 1921–1926 – studia na wydziale architektury Politechniki Lwowskiej
- 1924–1925 – praca w Urzędzie Konserwatorskim we Lwowie
- 1926 – dyplom inżyniera architekta
- od 1927 – studia historii sztuki na Uniwersytecie Jana Kazimierza
- 1931 – studia uzupełniające w Paryżu i w Rzymie
- 1924–1934 – własna praktyka architektoniczna, szereg projektów budowli użyteczności publicznej i sakralnych, zrealizowany projekt pawilonu Lwowa na Powszechną Wystawę Krajową w Poznaniu w 1929
- 1929 – pierwsze prace nad Panoramą Plastyczną Dawnego Lwowa
- 1932–1934 – praca w szefostwie budownictwa w Toruniu
- 1934–1944 – asystent, później adiunkt katedry architektury historycznej Wydziału Architektury Politechniki Lwowskiej
- 1932-1946 – praca nad Panoramą, przerywana przez trzykrotne aresztowanie przez sowieckich i niemieckich okupantów
- 16 lipca 1946 – skrytobójczo zamordowany[2] w trakcie przygotowań do wyjazdu w ramach akcji ekspatriacyjnej; pochowany na cmentarzu Łyczakowskim.

Był synem pioniera psychologii w Polsce – Władysława Witwickiego, oraz bratem stryjecznym Michała, znanego architekta i konserwatora zabytków. Ożenił się z Ireną Christ i miał z nią dwie córki – Zofię (ur. 17 lutego 1941) oraz Annę (ur. 25 grudnia 1941).